# Rugoma (vattendrag i Burundi, Ruyigi)
Rugoma är ett vattendrag i Burundi.   Det ligger i provinsen Ruyigi, i den centrala delen av landet, 120 kilometer öster om huvudstaden Bujumbura.
I omgivningarna runt Rugoma växer huvudsakligen savannskog. Runt Rugoma är det ganska glesbefolkat, med 32 invånare per kvadratkilometer.